# (35216) 1994 UH3
1994 يو إتش 3 (ويعرف أيضًا باسم (35216) 1994 يو إتش 3 وفق تسمية الكوكب الصغير) (بالإنجليزية: 1994 UH3)‏ هو كويكب ضمن حزام الكويكبات؛ وترتيبه 35216 من حيث الاكتشاف.
اكتُشف هذا الجُرم الفلكي بواسطة سبيس واتش في 26 أكتوبر 1994.

## وصلات خارجية
- (35216) 1994 UH3 في قاعدة بيانات مختبر الدفع النفاث لأجرام النظام الشمسي الصغيرة

- الاكتشاف · مخطط المدار ·  العناصر المدارية · المعلمات المادية

- (35216) 1994 UH3 على موقع ويكي سكاي: DSS2, SDSS, GALEX, IRAS, Hydrogen α, X-Ray, Astrophoto, Sky Map, Articles and images